# Aleksandr Dumtjev
Aleksandr Andrejevitj Dumtjev (på russisk: Александр Андреевич Думчев) (født 27. oktober 1961 i Moskva) er en russisk tidligere roer.

## Rokarriere
Dumtjev, som roede for Dynamo Moskva, men roede internationalt i en otter sammensat af roere fra flere klubber fra hele Sovjetunionen.
Han var med i båden til OL 1988 i Seoul sammen med Viktor Omeljanovitj, Vasilij Tikhonov, Pavlo Hurkovskyj, Andrej Vasiljev, Mykola Komarov, Viktor Diduk, Venjamin But og styrmand Aleksandr Lukjanov. Den sovjetiske båd vandt sit indledende heat, mens Vesttyskland lidt overraskende vandt det andet. Begge gik i finalen, hvor vesttyskerne lagde bedst fra start, og de beholdt føringen til mål og sikrede sig dermed guldet. Kampen om sølvet blev knivskarp og endte med afgørelse på målfoto, hvoraf det fremgik, at Sovjetunionen var 0,25 sekund foran USA og dermed fik sølv, mens amerikanerne måtte nøjes med bronze.

## OL-medaljer
- 1988:  Sølv i otter